# Jean-Claude Ghirardi
Pour les articles homonymes, voir Ghirardi.
Jean-Claude Ghirardi, né le 14 août 1938 à Paris, est un peintre français.

## Biographie
Jean-Claude Ghirardi naît le 14 août 1938 à Paris.
Il travaille d'abord comme graphiste en publicité avant de se consacrer à la peinture. Il vit et travaille à Saint-Paul-de-Vence depuis 1987.